# NGC 1124
NGC 1124 (również PGC 10838) – galaktyka soczewkowata (SB0), znajdująca się w gwiazdozbiorze Pieca. Odkrył ją w 1886 roku Ormond Stone.